# جيرالد توتو
جيرالد توتو (بالفرنسية: Gérald Toto)‏ هو مغن مؤلف فرنسي، ولد في 1967 في سان كلو في فرنسا.

## وصلات خارجية
- الموقع الرسمي
- جيرالد توتو على موقع ميوزك برينز (الإنجليزية)
- جيرالد توتو على موقع ديسكوغز (الإنجليزية)